# Thiên niên kiện
Thiên niên kiện (danh pháp hai phần: Homalomena occulta) là loài thực vật thuộc họ Ráy (Araceae). Đây là loài bản địa của Việt Nam và các tỉnh miền nam Trung Quốc (Quảng Tây, Vân Nam), mọc hoang tại các thung lũng, sườn đồi có độ cao từ 80 m đến 1.100 m.
Thiên niên kiện là một vị thuốc trong đông y. Lá mọc so le, có cuống dài, màu xanh, mềm, nhẵn, phiến lá hình đầu mũi tên, mép nguyên mặt trên của lá có màu đậm hơn